# 西科爾斯基宮

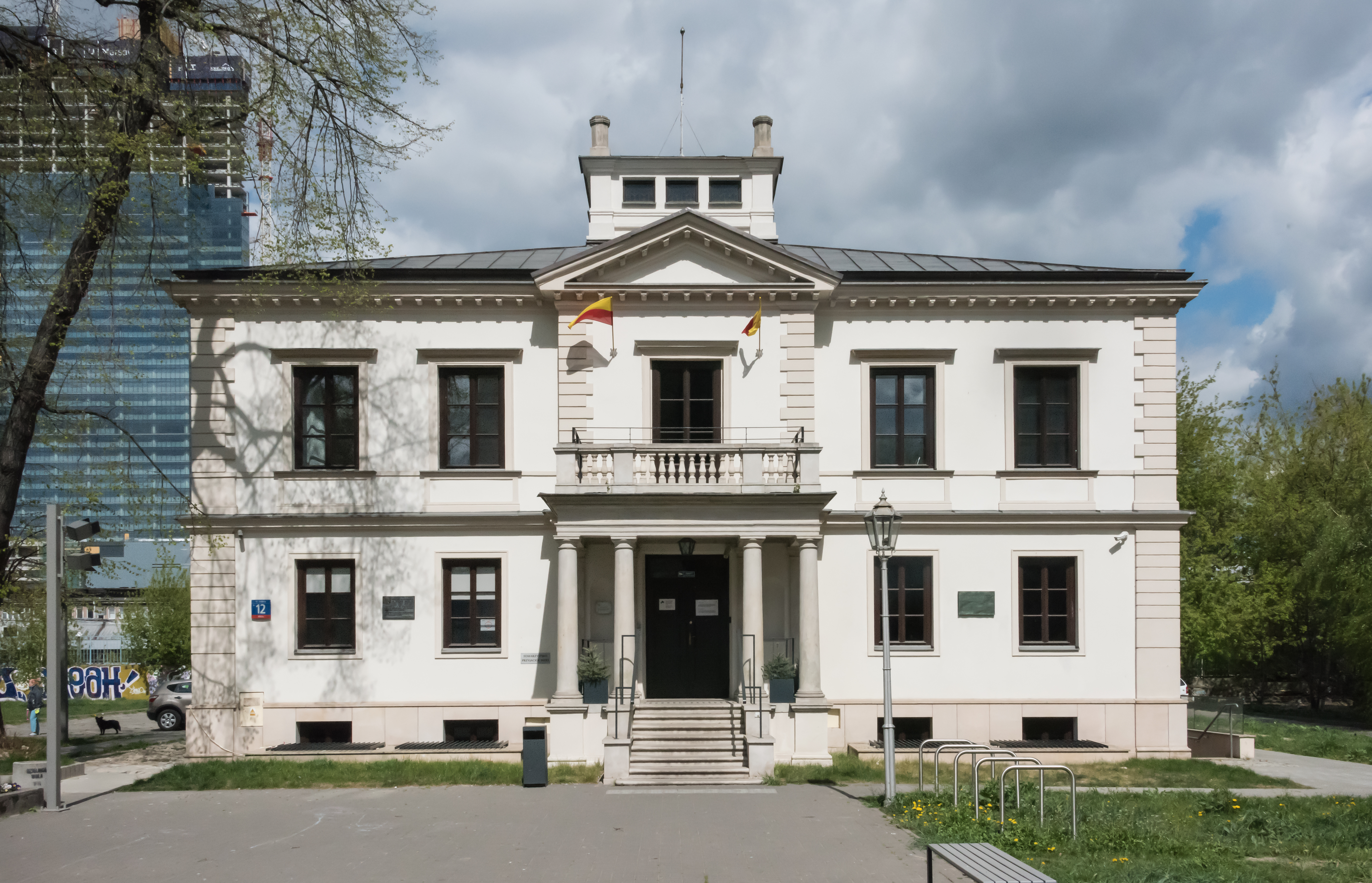
西科爾斯基宮

西科爾斯基宮（波蘭語：Pałacyk Sikorskiego）是波蘭首都華沙的一座歷史建築。這座建築修建於1880年。自1937年開始，這座建築由波蘭政府所有。現在這裡是博物館的展出場地。 